# Valaujors
Valaujors (en francès Valojoulx) és un municipi francès situat al departament de la Dordonya i a la regió de la Nova Aquitània.

## Demografia
| 1962                                       | 1968 | 1975 | 1982 | 1990 | 1999 | 2007 |
| ------------------------------------------ | ---- | ---- | ---- | ---- | ---- | ---- |
| 199                                        | 185  | 172  | 183  | 197  | 208  | 244  |
| Des de 1962: població sense dobles comptes |      |      |      |      |      |      |

## Administració
| Període | Identitat                  | Partit |
| ------- | -------------------------- | ------ |
| 2001-   | Nathalie Manet-Carbonnière | PS     |